# Jandaia do Sul
Jandaia do Sul est une municipalité brésilienne située dans l'État du Paraná.